# Western Photoplays
Western Photoplays Inc. foi uma companhia cinematográfica estadunidense da era do cinema mudo, fundada em 1918, que foi presidida pelo diretor Joseph A. Golden, e produziu apenas dois seriados. Seu estúdio localizava-se no Bronx.

## Histórico
Em 1918 a Western Photoplays Inc. aliou-se à Pathé para produzir um seriado e um Western. Joseph A. Golden e A. Alperstein foram os dois responsáveis pela companhia. Ainda em 1918, porém, a Western saiu do ramo cinematográfico, deixando seu segundo seriado incompleto. A Astra Film Corporation completou os capítulos de The Great Gamble.
Uma das produções da companhia foi o seriado Wolves of Kultur de 1918, e a outra o seriado The Great Gamble, de 1919, ambos dirigidos por Joseph A. Golden e distribuídos pela Pathé Exchange. Em 1924, uma versão editada de The Great Gamble, denominada The Fatal Plunge, foi relançada pela Weiss Brothers Artclass Pictures.